# アオバハゴロモ
アオバハゴロモ（青翅羽衣、学名:Geisha distinctissima）は、カメムシ目ヨコバイ亜目アオバハゴロモ科(Flatidae)に属する昆虫である。薄緑色の美しい昆虫だが、一部植物の害虫としても知られる。

## 特徴
野外や森林などに生息し、ウンカやヨコバイなどよりも、はるかに大きくて幅の広い三角形の翅を持つ。同じく羽衣の名を持つベッコウハゴロモ類は、その羽根を平らに伏せてとまるが、アオバハゴロモはそれを立てて止まる。
体長は5.5-7mm、翅を含めると9-11mm。頭は幅広く、先端はとがらない。胴体はそれに続いて胸部はより幅広いが、全体に寸詰まりになって後方に細まる。ただし胴体は完全に翅に隠れている。触角はごく短い。前翅は三角形で水色を帯びた緑、やや不透明、後端の縁だけが薄赤く染まる。後翅は透明ながらやや白っぽい透明で薄い。前翅より大きいが普段はたたまれてその下に隠れる。
静止している時には、後翅を前翅の下に畳み、前翅は立てた状態で背中の上で合わせるので、左右から偏平な、横から見れば三角形の姿となる。全体に表面は粉を吹いたようなつや消し。全身がきれいな淡緑色。ただし死ぬと黄色く変色することがある。付属肢はきゃしゃだが、後肢は長く発達している。これも前翅に隠れる。

## 習性
成虫は宿主植物の細い茎に止まっており、往々にして複数個体が集まっている。幼虫もその近くにいることが多い。ゆっくりと歩き、驚くと跳躍し、そのまま飛び去る。
卵は枯れ枝などの皮下に産み付けられる。

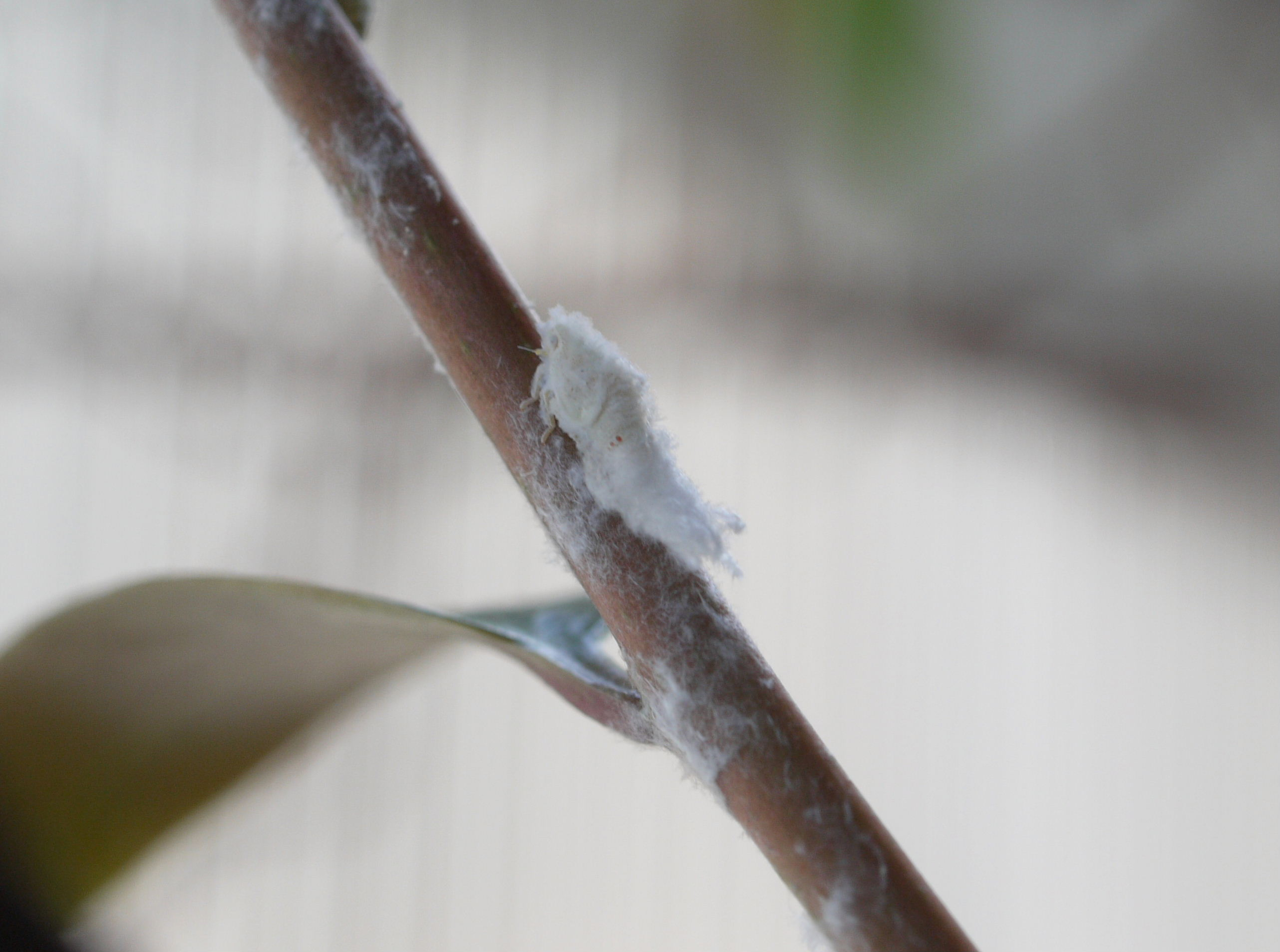
ビナンカズラにとまる幼虫

幼虫は成虫に近い姿で翅がないだけではあるが、何しろ成虫が特に翅の大きい虫なので、全く違って見える。どちらかと言えば、肩幅の広い平らな虫である。尾の端から蝋物質を分泌し、それを束のように尻尾につけると同時に、その粉末を全身にまとう。その止まっている植物の茎にもこの粉末が付着して白くなるのもよく見かける。幼虫は少数個体の集団を作ることが多く、宿主植物の茎がその付近一帯に真っ白の粉まみれになる。このため、「しらこばば」とも呼ばれる。
食性は幅広く、多くの野生植物の他、栽培植物につくこともある。
年一化性で、越冬は卵、五月頃に孵化した幼虫は夏後半に羽化、成虫は秋まで見られる。

## 分布
日本では本州（主に秋田県）以南、対馬や琉球列島まで分布する。国外では台湾、中国に分布する。主として照葉樹林に生息し、標高の高いところでは見ることが少ない。

## 近縁種
日本本土ではあまり似たものはいない。同じ科のトビイロハゴロモ(Mimophantia maritima Matsumura)は全体の形は似ているものの、やや小型で、薄い褐色をしている。ススキなどイネ科の野草に止まっているのをよく見る。
同じく羽衣の名を持つものにベッコウハゴロモとその近縁種がいるが、それらはハゴロモ科に属し、翅をやや平らに広げて止まるので、全く印象が異なる。沖縄にはハゴロモモドキ科のものもあり、形はやや似ている。

## 人間との関わり
野外に多い種であるが、時に作物にもくることがある。特にミカン類、クワ、チャなどつくこともあるため、農業害虫と見なされることもある。羽ばたいて飛ぶ姿がおもしろいと、子供がつついて遊ぶこともよく見られる。
なお、学名の属名 Geisha は芸者にちなんだものである。岩田(1983)はこれについて、おそらく前翅の翡翠色やその末端の紅色、後翅の乳白色などの美しさからの連想ではないかと書き記している。なお、彼はこの書でこの種とツマグロオオヨコバイを比較しながらその食物選択性を主題にして一章を費やしている。
地域により、「ハトムシ」「ハトポッポ」「ポッポ」などの愛称がある。